# Ježíš je normální!
Ježíš je normální je český dokumentární film Terezy Nvotové z roku 2008 o prostředí charismatické církve. Autorem Ježíše na plakátu je streetartový umělec Damien Mitchell.

### Recenze
- FARNÁ, Kateřina. Tereza Nvotová: Film Ježíš je normální! trochu otevírá Pandořinu skřínku. Právo [online]. 18.02.2009. Dostupné online.
- FILA, Kamil. Ježíš je normální. Někteří věřící, žel Bohu, nikoli. Aktuálně [online]. 21.01.2009. Dostupné online.
- FUKA, František. Ježíš je normální. FFFilm [online]. 11. ledna 2009. Dostupné online.
- MISAUEROVÁ, Anežka. Ježíš je normální... nebo snad ne?. A2 [online]. 08/2009. Dostupné online.
- PILÁTOVÁ, Agáta. Ježíš je normální!. Český rozhlas Vltava [online]. 04.03.2009. Dostupné online.
- RYNDA, Vojtěch. Ježíš je normální, a - Men!. Lidovky [online]. 26.01.2009. Dostupné online.
- VIZINA, Petr. Ježíš je normální: Film Terezy Nvotové vypráví o lidské ujetosti a díle Hospodinově. Hospodářské noviny [online]. 16.01.2009. Dostupné online.